# Dolichopeza (Dolichopeza) mongas
Dolichopeza (Dolichopeza) mongas is een tweevleugelige uit de familie langpootmuggen (Tipulidae). De soort komt voor in het Australaziatisch gebied.